# Liolaemus carlosgarini
Liolaemus carlosgarini — вид ігуаноподібних ящірок родини Liolaemidae. Ендемік Чилі. Описаний у 2013 році.

## Поширення і екологія
Liolaemus carlosgarini відомі з двох місцевостей, одна з яких розташована поблизу озера Лагуна-дель-Мауле, на висоті 1915 м над рівнем моря, а друга — в заповіднику Альтос-де-Лиркай. Вони живуть серед скель.

## Збереження
МСОП класифікує цей вид як вразливий. Liolaemus carlosgarini загрожує знищення природного середовища.